# Szansa (film 1979)
Szansa – polski film obyczajowy z 1979 roku w reżyserii Feliksa Falka. Film ukazuje życie szkoły średniej lat 70. przez pryzmat konfliktu i rywalizacji dwóch nauczycieli uczących historii i wychowania fizycznego.
W 1980 roku film zdobył wyróżnienia na Międzynarodowym Festiwalu Filmowym w Locarno oraz Międzynarodowym Festiwalu Filmowym w Rotterdamie, a Jerzy Stuhr i Feliks Falk nagrody indywidualne na Festiwalu Polskich Filmów Fabularnych w Gdańsku (1979).

## Główne role
- Jerzy Stuhr – jako Zbyszek Ejmont (nauczyciel historii)
- Krzysztof Zaleski – jako Krzysztof Janota (nauczyciel wf-u)
- Tomasz Zięciowski – jako Irek Stefański
- Elżbieta Karkoszka – jako Agata (żona Ejmonta)
- Ewa Kolasińska – jako Maryla Lipko (wuefistka)
- Sława Kwaśniewska – jako Sawicka (nauczycielka)
- Iwona Biernacka – jako Ewa
- Andrzej Buszewicz – jako Jacewicz (dyrektor szkoły)
- Jerzy Nowak – jako Mołda (nauczyciel)
- Tadeusz Huk – jako Tadek Matysiak (zawodnik piłki ręcznej)
- Bogusław Sobczuk – jako Kos (dyrektor „Poltechu”)
- Wiesław Wójcik – magazynier

Źródło: Filmpolski.pl.

## Plenery
- Kraków